# Молль Флендерс (фильм)
«Молль Флендерс» — американский фильм 1996 года режиссёра Пена Деншэма по мотивам романа Дэниела Дефо «Радости и горести знаменитой Молль Флендерс».

## Сюжет
В конце XVII века почтенный джентльмен Хиббл берет на себя опеку над сиротой Флорой, которой нелегко живется в лондонском приюте. Они отправляются в Новый свет, где Флоре предстоит воспитываться у некой миссис Олверти. По дороге Хиббл читает Флоре воспоминания её матери, Молль Флендерс. Зритель узнает о нелегком детстве Молль. Она была рождена в тюрьме, а мать повешена за кражу сразу после рождения девочки. Молль росла в монастыре и была изнасилована священником. Сбежав из монастыря, Молль попадает к миссис Олверти, владелице престижного лондонского борделя, и вынуждена стать проституткой. Когда девушка опустилась на самое дно, её приглашает натурщицей добрый, но эксцентричный художник Джонатан. Со временем Молль и Джонатан сближаются и начинают жить вместе. Молль ждет ребёнка, но Джонатана настигает тяжелая болезнь, и он умирает. Раздавленная потерей Молль рожает девочку. Она снова встречает Олверти и её верного слугу Хиббла, и Олверти принуждает её отправиться на корабле в колонию Вирджиния, бросив дочь в Лондоне. Корабль попадает в шторм, Молль и Олверти уносит в море на глазах у Хиббла. На этом он заканчивает свой рассказ. Флора очень расстроена и хочет убежать, но появляется сама Молль. Она благополучно живёт в роскошном доме под именем миссис Олверти. Мать и дочь воссоединяются.

## В ролях
| Актёр             | Роль              |
| ----------------- | ----------------- |
| Робин Райт        | Молль             |
| Морган Фриман     | Хиббл             |
| Стокард Чэннинг   | миссис Олверти    |
| Джон Линч         | Джонатан          |
| Бренда Фрикер     | миссис Массаватти |
| Джеральдин Джеймс | Эдна              |
| Айслинг Коркоран  | Флора             |
| Джереми Бретт     | отец Джонатана    |
| Бритта Смит       | мать Джонатана    |
| Кэти Мёрфи        | Полли             |

## Художественные особенности
Ранее роман уже был экранизирован режиссёром Теренсом Янгом. Фильм «Любовные приключения Молль Флендерс» с Ким Новак в главной роли вышел в 1965 году.

## Награды
Фильм был номинирован на четыре награды Международной академии прессы «Спутник»: Робин Райт за лучшую женскую роль в драме, Джон Линч за роль второго плана в драме, Стокард Ченнинг за лучшую женскую роль второго плана в драме, а также за дизайн костюмов.

## Критика
Критики отмечают, что Деншэм очень вольно обошелся с романом Дефо, значительно изменив сюжет и мотивы главной героини.